# Ostrowy (Nowe Ostrowy)
Ostrowy (deutsch Ostrowy, 1943–1945 Kranzwerder) ist ein Dorf der Landgemeinde Nowe Ostrowy im Powiat Kutnowski der Woiwodschaft Łódź, Polen.

## Verwaltungsgeschichte
Von 1953 bis 1954 bestand die Gmina Ostrowy und bis 1953 die Gmina Błonie. Sitz der beiden Gemeinden war Ostrowy. Die Landgemeinde Nowe Ostrowy besteht seit 1973, ihr Sitz ist das Dorf Nowe Ostrowy.

## Verkehr

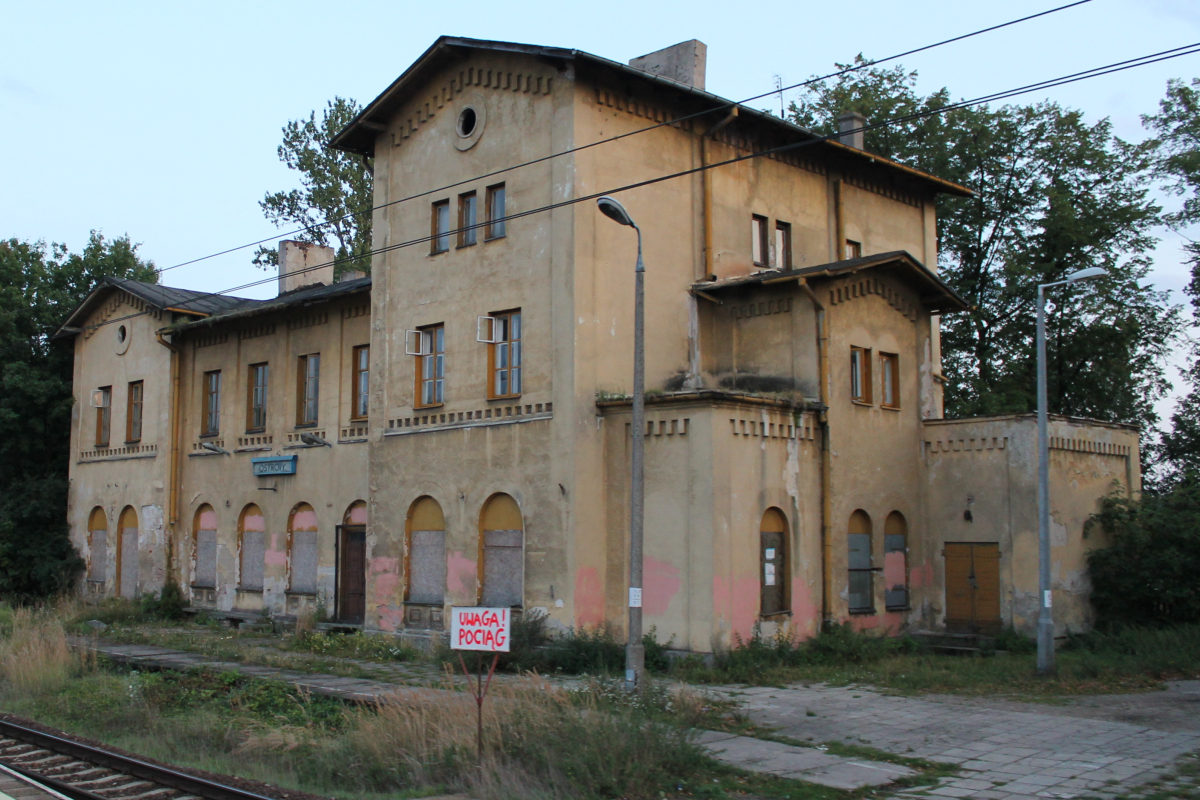
Bahnhofsgebäude in Ostrowy

Der Bahnhof Ostrowy liegt an der Bahnstrecke Kutno–Piła. Die Schmalspurbahn Ostrowy–Ozorków ist stillgelegt.